# Totainville
Totainville es una población y comuna francesa, en la región de Lorena, departamento de Vosgos, en el distrito de Neufchâteau y cantón de Mirecourt.

## Demografía
| 130 | 112 | 121 | 104 | 89 | 90 |
| Para los censos de 1962 a 1999 la población legal corresponde a la población sin duplicidades (Fuente: INSEE [Consultar]) |     |     |     |    |    |

## Personalidades relevantes
- François Mesgnien (1623-Viena, 1698), orientalista, lingüista y diplomático polaco de origen francés.